# Museo delle Alpi Slovene
Il Museo delle Alpi Slovene (in sloveno Slovenski planinski muzeje) si trova a Mojstrana (Kranjska Gora) è un museo dedicato allo studio del patrimonio culturale dell'alpinismo sloveno. 

## Descrizione
L'obbiettivo è divulgare la storia dell'alpinismo sloveno, mostrarne la bellezza, i valori e al tempo stesso preservare in modo permanente l'importanza della tradiszione alpinista slovena.

## Storia
È stato inaugurato il 7 agosto 2010, dal presidente della Slovenia Danilo Türk .